# Pseudhomalopoda
Pseudhomalopoda is een geslacht van vliesvleugeligen uit de familie Encyrtidae. De wetenschappelijke naam van dit geslacht is voor het eerst geldig gepubliceerd in 1915 door Girault.

## Soorten
Het geslacht Pseudhomalopoda is monotypisch en omvat slechts de volgende soort:
- Pseudhomalopoda prima Girault, 1915

Potentiële nieuwe soort:
- Pseudhomalopoda festa Noyes, 2023
- Pseudhomalopoda tapura Noyes, 2023